# Monolaurato de sorbitano
El monolaurato de sorbitano o Span 20 es una mezcla de ésteres formados a partir del ácido graso de 12 átomos de carbono, llamado ácido láurico y polioles derivados del sorbitol, sorbitano e isosorbida. Se utiliza como aditivo alimentario, y se designa con el número E E493.
Se utiliza en la industria (especialmente en la alimentaria) como un emulsionante w/o por su HLB de aproximadamente 8. La etiqueta E493 suele aparecer en determinados productos alimenticios (incluyendo varios productos de panadería, helados, postres y dulces, mermeladas y crema) al estar aprobado su uso en la Unión Europea.